# Unione Sportiva Triestina Calcio 1998-1999
Questa pagina raccoglie le informazioni riguardanti l'Unione Sportiva Triestina Calcio nelle competizioni ufficiali della stagione 1998-1999.

## Rosa
| N. |                      | Ruolo | Calciatore         |
| -- | -------------------- | ----- | ------------------ |
|    | Italia (bandiera)    | D     | Nicola Bambini     |
|    | Italia (bandiera)    | D     | Tommy Beltrame     |
|    | Italia (bandiera)    | A     | Antonio Bernardi   |
|    | Italia (bandiera)    | C     | Roberto Bordin     |
|    | Italia (bandiera)    | C     | Alessandro Canella |
|    | Italia (bandiera)    | C     | Antonio Casalini   |
|    | Italia (bandiera)    | C     | Gianluca Coti      |
|    | Italia (bandiera)    | A     | Antonio Criniti    |
|    | Italia (bandiera)    | A     | Claudio Gallicchio |
|    | Italia (bandiera)    | D     | Enzo Gambaro       |
|    | Argentina (bandiera) | D     | Pascual Garrido    |
|    | Italia (bandiera)    | P     | Paolo Ginestra     |
|    | Italia (bandiera)    | A     | Denis Godeas       |
|    | Italia (bandiera)    | A     | Mirco Gubellini    |
|    | Italia (bandiera)    | A     | Paolo Loprieno     |
|    | Italia (bandiera)    | D     | Daniele Manni      |

| N. |                   | Ruolo | Calciatore           |
| -- | ----------------- | ----- | -------------------- |
|    | Italia (bandiera) | D     | Massimo Melucci      |
|    | Italia (bandiera) | C     | Aureliano Modesti    |
|    | Italia (bandiera) | C     | Marco Nicolosi       |
|    | Italia (bandiera) | P     | Francesco Palmieri   |
|    | Italia (bandiera) | C     | Daniele Pasa         |
|    | Italia (bandiera) | C     | James Pelucchetti    |
|    | Italia (bandiera) | C     | Nicola Princivalli   |
|    | Italia (bandiera) | D     | Enrico Sala          |
|    | Italia (bandiera) | D     | Paolo Scotti         |
|    | Italia (bandiera) | C     | Alessandro Teodorani |
|    | Italia (bandiera) | D     | Pier Paolo Tomassini |
|    | Italia (bandiera) | P     | Graziano Vinti       |
|    | Italia (bandiera) | A     | Riccardo Zampagna    |
|    | Italia (bandiera) | C     | Giorgio Zamuner      |
|    | Italia (bandiera) | D     | Claudio Zola         |